# Chef-Boutonne

Chef-Boutonne este o comună în departamentul Deux-Sèvres, Franța. În 2009 avea o populație de 2,174 de locuitori.